# Ostrovskija
Ostrovskija (lat. Ostrowskia) je monotipski biljni rod iz porodice zvončikovki. Ostrovskija je trajnica iz središnje Azije (Kirgistan, Afganistan i Tadžikistan), a poznata je po tome što ima najveći cvijet među zvončikama, promjera do 20 centimetara.
Postoji samo jedna vrsta Ostrowskije (O. magnifica), “golemi zvončić”, koja je trajnica mesnatog korijena s kovrčastim lišćem i grozdovima od tri ili četiri duge peteljke, zvončići blijedolile boje. Naraste od 1 1/2 do 2 1/2 metra. Porijeklom je iz srednje Azije.

## Galerija
- Ostrowskia magnifica, Botanički vrt Gothenburg
- O. magnifica, cvijet

## Vanjske poveznice
- Ornamental Plants From Russia And Adjacent ...